# Fregio del Parnaso

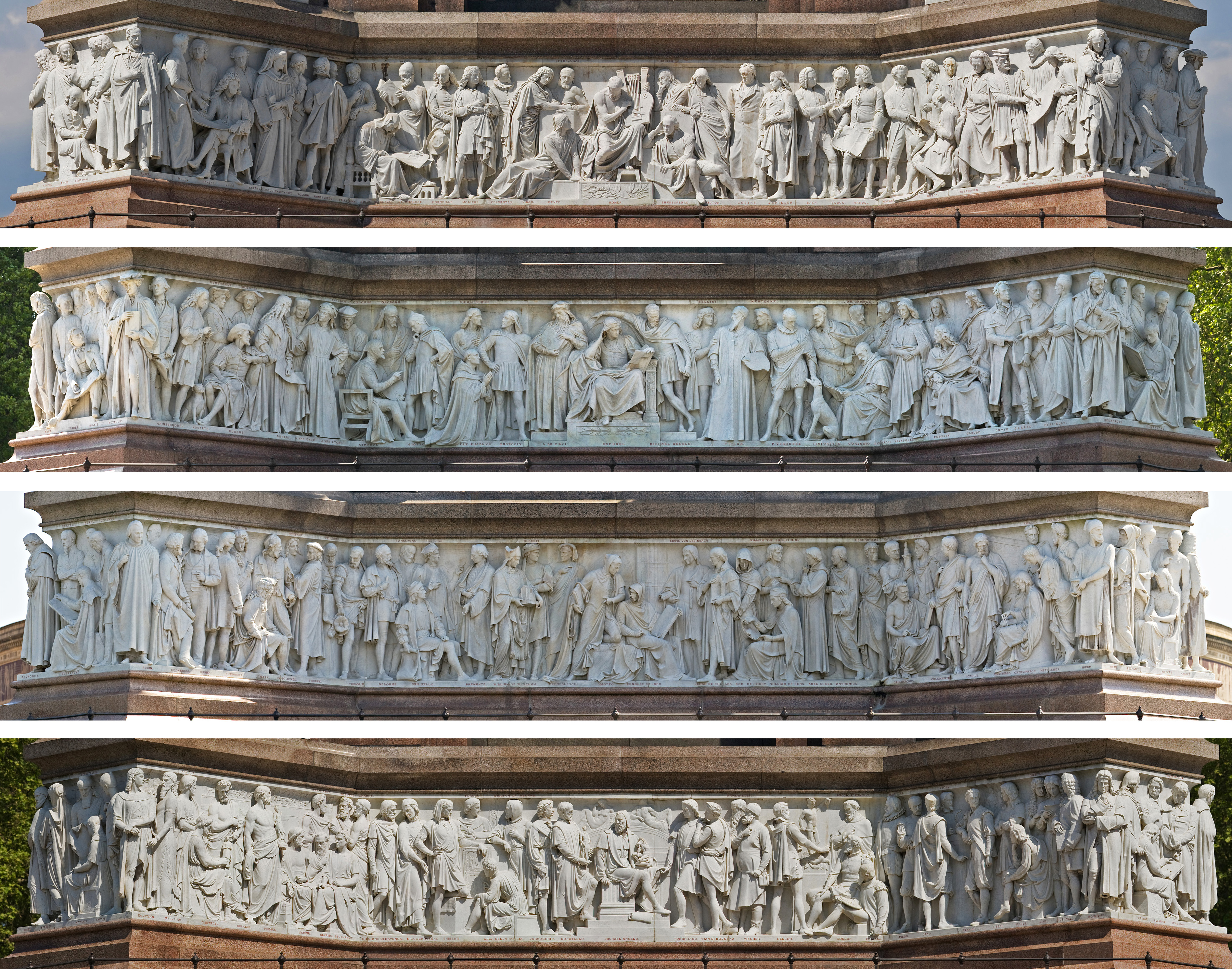
Il Fregio del Parnaso circonda la base dell'Albert Memorial a Londra e consiste di 169 sculture a grandezza naturale, lunghe fino a terra, di singoli artisti della storia. La lunghezza totale del fregio è approssimativamente di 64 metri. Raffigurati dall'alto:
Lato sud: musicisti e poeti
Lato est: pittori
Lato nord: architetti
Lato ovest: scultori

Il Fregio del Parnaso è un grande fregio di pietra scolpita che circonda il podio, o base, dell'Albert Memorial a Londra, Inghilterra. L'Albert Memorial fu costruito negli anni 1860 in memoria del principe Alberto, il marito della regina Vittoria.
Il fregio prende il nome dal Monte Parnaso, il posto di riposo preferito delle muse nell'antica mitologia greca. Contiene 169 sculture a grandezza naturale lunghe fino a terra, una mescolanza di bassorilievi e altorilievi, di singoli compositori, architetti, poeti, pittori e scultori della storia. Le raffigurazioni delle figure anteriori erano, necessariamente, immaginarie, sebbene molte delle figure fossero basate sui materiali contenute in una collezione di opere d'arte e disegni riuniti allo scopo di assicurare delle rappresentazioni autentiche, dove questo fosse possibile.
La lunghezza totale del fregio è approssimativamente di 64 metri. Il fregio era destinato ad essere l'"anima" del monumento, e il progettista del monumento, George Gilbert Scott, dichiarò che si era ispirato all'Emiciclo della Scuola di Belle Arti di Paul Delaroche. Il memoriale non era disposto precisamente nelle direzioni della bussola, tuttavia, abbastanza vicino perché i lati siano riferiti a quella direzione. I musicisti e i poeti erano posti sul lato sud, con i pittori sul lato est, gli scultori sul lato ovest e gli architetti sul lato nord.
Henry Hugh Armstead scolpì le figure sui lati sud ed est, i pittori, i musicisti e i poeti (80 in totale), e li raggruppò secondo le scuole nazionali. John Birnie Philip scolpì le figure sui lati ovest e nord, gli scultori e gli architetti (89 figure con nome, più due figure generiche), e li sistemò in ordine cronologico.
La scultura fu eseguita in situ, e fu detta da Scott essere "forse una delle più laboriose opere di scultura mai intraprese". I contratti iniziali, conclusi intorno al 1864, avevano specificato che l'opera doveva essere completata in quattro anni per 7.781 sterline e 15 scellini. Il costo finale, tuttavia, superò questo di circa 2.000 sterline e l'opera non fu terminata fino al 1872.
Vasti gruppi di figure di personaggi eminenti del passato decoravano spesso gli edifici pubblici e i monumenti della fine del XIX secolo, e alcuni edifici come il tempio del Walhalla in Baviera e il Pantheon a Parigi erano dedicati a questo scopo. Molte figure di artisti visivi decorano il Victoria and Albert Museum vicino all'Albert Memorial all'altro capo del complesso di "Albertopolis". Un fregio a mosaico con figure di carattere più generale provenienti dal mondo delle arti corre intorno all'edificio circolare del Royal Albert Hall, adiacente al memoriale. Il Parnaso di Raffaello (1511), di fronte ai filosofi della Scuola di Atene nelle Stanze di Raffaello in Vaticano, è un ritratto di gruppo di grandi artisti di epoca anteriore.

## Elenco delle figure
| Lato  | Gruppo     | Iscrizione             | Storia ufficiale       | Identificazione                  | Note |
| ----- | ---------- | ---------------------- | ---------------------- | -------------------------------- | ---- |
| Sud   | Musicisti  | AUBER                  | D. E. F. Auber         | Daniel Auber                     |      |
| Sud   | Musicisti  | MEHUL                  | E. H. Mehul            | Étienne Méhul                    |      |
| Sud   | Musicisti  | RAMEAU                 | J. P. Rameau           | Jean-Philippe Rameau             |      |
| Sud   | Musicisti  | LULLI                  | J. B. Lulli            | Jean-Baptiste Lully              |      |
| Sud   | Musicisti  | GRETRY                 | A. E. M. Gretry        | André Ernest Modeste Grétry      |      |
| Sud   | Musicisti  | JOSQUIN-DES-PRES       | Jasquin Des Pres       | Josquin des Prez                 |      |
| Sud   | Musicisti  | ROSSINI                | G. Rossini             | Gioachino Rossini                |      |
| Sud   | Musicisti  | MONTEVERDE             | C. Monteverde          | Claudio Monteverdi               |      |
| Sud   | Musicisti  | CARISSIMI              | G. Carissimi           | Giacomo Carissimi                |      |
| Sud   | Musicisti  | PALESTRINA             | G. P. A. de Palestrina | Giovanni Pierluigi da Palestrina |      |
| Sud   | Musicisti  | GUIDO D'AREZZO         | Guido                  | Guido d'Arezzo                   |      |
| Sud   | Musicisti  | ST AMBROSE             | St Ambrose             | Sant'Ambrogio                    |      |
| Sud   | Poeti      | CORNEILLE              | P. Corneille           | Pierre Corneille                 |      |
| Sud   | Poeti      | MOLIERE                | Molière                | Molière                          |      |
| Sud   | Poeti      | CERVANTES              | Cervantes              | Miguel de Cervantes              |      |
| Sud   | Poeti      | VIRGIL                 | Virgil                 | Virgilio                         |      |
| Sud   | Poeti      | DANTE                  | Dante                  | Dante Alighieri                  |      |
| Sud   | Poeti      | PYTHAGORAS             | Pitagora               | Pitagora                         |      |
| Sud   | Poeti      | HOMER                  | Omero                  | Omero                            |      |
| Sud   | Poeti      | CHAUCER                | G. Chaucer             | Geoffrey Chaucer                 |      |
| Sud   | Poeti      | SHAKESPEARE            | W. Shakespeare         | William Shakespeare              |      |
| Sud   | Poeti      | MILTON                 | J. Milton              | John Milton                      |      |
| Sud   | Poeti      | GOETHE                 | Goethe                 | Johann Wolfgang von Goethe       |      |
| Sud   | Poeti      | SCHILLER               | Schiller               | Friedrich Schiller               |      |
| Sud   | Musicisti  | BACH                   | Bach                   | Johann Sebastian Bach            |      |
| Sud   | Musicisti  | GLUCK                  | Gluck                  | Christoph Willibald Gluck        |      |
| Sud   | Musicisti  | HANDEL                 | Handel                 | George Frideric Handel           |      |
| Sud   | Musicisti  | MOZART                 | Mozart                 | Wolfgang Amadeus Mozart          |      |
| Sud   | Musicisti  | MENDELSSOHN            | Mendelssohn            | Felix Mendelssohn                |      |
| Sud   | Musicisti  | HAYDN                  | Haydn                  | Joseph Haydn                     |      |
| Sud   | Musicisti  | WEBER                  | Weber                  | Carl Maria von Weber             |      |
| Sud   | Musicisti  | BEETHOVEN              | Beethoven              | Ludwig van Beethoven             |      |
| Sud   | Musicisti  | TALLIS                 | T. Tallis              | Thomas Tallis                    |      |
| Sud   | Musicisti  | O. GIBBONS             | O. Gibbons             | Orlando Gibbons                  |      |
| Sud   | Musicisti  | LAWES                  | H. Lawes               | Henry Lawes                      |      |
| Sud   | Musicisti  | PURCELL                | H. Purcell             | Henry Purcell                    |      |
| Sud   | Musicisti  | ARNE                   | T. A. Arne             | Thomas Arne                      |      |
| Sud   | Musicisti  | BOYCE                  | W. Boyce               | William Boyce                    |      |
| Sud   | Musicisti  | BISHOP                 | Sir H. R. Bishop       | Henry Bishop                     |      |
| Est   | Pittori    | TURNER                 | J. M. W. Turner        | J. M. W. Turner                  |      |
| Est   | Pittori    | WILKIE                 | Sir D. Wilkie          | David Wilkie                     |      |
| Est   | Pittori    | REYNOLDS               | S. J. Reynolds         | Joshua Reynolds                  |      |
| Est   | Pittori    | GAINSBOROUGH           | T. Gainsborough        | Thomas Gainsborough              |      |
| Est   | Pittori    | HOGARTH                | W. Hogarth             | William Hogarth                  |      |
| Est   | Pittori    | REMBRANDT              | Rembrandt              | Rembrandt                        |      |
| Est   | Pittori    | RUBENS                 | Rubens                 | Peter Paul Rubens                |      |
| Est   | Pittori    | HOLBEIN                | Holbein                | Hans Holbein il Giovane          |      |
| Est   | Pittori    | DURER                  | Durer                  | Albrecht Dürer                   |      |
| Est   | Pittori    | H. VAN EYCK            | H. e J. Van Eyck       | Hubert van Eyck                  |      |
| Est   | Pittori    | J. VAN EYCK            | H. e J. Van Eyck       | Jan van Eyck                     |      |
| Est   | Pittori    | STEPHEN OF COLOGNE     | S. Lockner             | Stephan Lochner                  |      |
| Est   | Pittori    | CIMABUE                | Cimabue                | Cimabue                          |      |
| Est   | Pittori    | ORCAGNA                | Orcagna                | Orcagna                          |      |
| Est   | Pittori    | GIOTTO                 | Giotto                 | Giotto di Bondone                |      |
| Est   | Pittori    | FRA ANGELICO           | Fra Angelico           | Fra Angelico                     |      |
| Est   | Pittori    | GHIRLANDAJO            | Ghirlandajo            | Domenico Ghirlandaio             |      |
| Est   | Pittori    | MASACCIO               | Masaccio               | Masaccio                         |      |
| Est   | Pittori    | L. DA VINCI            | L. Da Vinci            | Leonardo da Vinci                |      |
| Est   | Pittori    | RAPHAEL                | Raphael                | Raffaello                        |      |
| Est   | Pittori    | MICHAEL ANGELO         | M. Angelo              | Michelangelo                     |      |
| Est   | Pittori    | BELLINI                | Bellini                | Giovanni Bellini                 |      |
| Est   | Pittori    | TITIAN                 | Titian                 | Tiziano                          |      |
| Est   | Pittori    | MANTEGNA               | Mantegna               | Andrea Mantegna                  |      |
| Est   | Pittori    | P. VERONESE            | P. Veronese            | Paolo Veronese                   |      |
| Est   | Pittori    | TINTORETTO             | Tintoretto             | Tintoretto                       |      |
| Est   | Pittori    | COREGGIO               | Coreggio               | Antonio da Correggio             |      |
| Est   | Pittori    | AN. CARACCI            | A. Carracci            | Annibale Carracci                |      |
| Est   | Pittori    | L. CARACCI             | L. Carraci             | Ludovico Carracci                |      |
| Est   | Pittori    | VELASQUEZ              | Velasquez              | Diego Velázquez                  |      |
| Est   | Pittori    | MURILLO                | Murillo                | Bartolomé Esteban Murillo        |      |
| Est   | Pittori    | POUSSIN                | Poussin                | Nicolas Poussin                  |      |
| Est   | Pittori    | CLAUDE                 | Claude                 | Claude Lorrain                   |      |
| Est   | Pittori    | DAVID                  | J. L. David            | Jacques-Louis David              |      |
| Est   | Pittori    | GERARD                 | Gerard                 | François Gérard                  |      |
| Est   | Pittori    | GERICAULT              | Gerecault              | Théodore Géricault               |      |
| Est   | Pittori    | DELACROIX              | Delacroix              | Eugène Delacroix                 |      |
| Est   | Pittori    | VERNET                 | Vernet                 | Claude Joseph Vernet             |      |
| Est   | Pittori    | DELAROCHE              | Delaroche              | Hippolyte Delaroche              |      |
| Est   | Pittori    | INGRES                 | Ingres                 | Jean Auguste Dominique Ingres    |      |
| Est   | Pittori    | DECAMPS                | Decamps                | Alexandre-Gabriel Decamps        |      |
| Nord  | Architetti | PUGIN                  | Pugin                  | Augustus Welby Northmore Pugin   |      |
| Nord  | Architetti | SCOTT                  | Scott                  | George Gilbert Scott             |      |
| Nord  | Architetti | COCKERELL              | Cockerell              | Samuel Pepys Cockerell           |      |
| Nord  | Architetti | BARRY                  | Barry                  | Charles Barry                    |      |
| Nord  | Architetti | CHAMBERS               | Chambers               | Sir William Chambers             |      |
| Nord  | Architetti | VANBRUGH               | Vanbrugh               | John Vanbrugh                    |      |
| Nord  | Architetti | WREN                   | Wren                   | Christopher Wren                 |      |
| Nord  | Architetti | INIGO JONES            | Inigo Jones            | Inigo Jones                      |      |
| Nord  | Architetti | MANSART                | Mansart                | Jules Hardouin Mansart           |      |
| Nord  | Architetti | THORPE                 | Thorpe                 | John Thorpe                      |      |
| Nord  | Architetti | PALLADIO               | Palladio               | Andrea Palladio                  |      |
| Nord  | Architetti | VIGNOLA                | Vignola                | Giacomo Barozzi da Vignola       |      |
| Nord  | Architetti | DELORME                | Delorme                | Philibert de l'Orme              |      |
| Nord  | Architetti | SANSOVINO              | Sansovino              | Jacopo Sansovino                 |      |
| Nord  | Architetti | SAN GALLO              | San Gallo              | Giuliano da Sangallo             |      |
| Nord  | Architetti | PERUZZI                | Peruzzi                | Baldassarre Peruzzi              |      |
| Nord  | Architetti | BRAMANTE               | Bramante               | Donato Bramante                  |      |
| Nord  | Architetti | WILLIAM OF WYKEHAM     | William of Wykeham     | William di Wykeham               |      |
| Nord  | Architetti | ALBERTI                | Alberti                | Leone Battista Alberti           |      |
| Nord  | Architetti | BRUNELLESCHI           | Brunelleschi           | Filippo Brunelleschi             |      |
| Nord  | Architetti | GIOTTO                 | Giotto                 | Giotto di Bondone                |      |
| Nord  | Architetti | ARNOLFO DI LAPO        | Arndfo Di Lapo         | Arnolfo di Cambio                |      |
| Nord  | Architetti | ERWIN VON STEINBACH    | Ermin Van Steinbach    | Erwin von Steinbach              |      |
| Nord  | Architetti | JEHAN DE CHELLES       | Johan de Chelles       | Jean de Chelles                  |      |
| Nord  | Architetti | ROB DE COUCY           | R. de Courcy           | Robert De Coucy                  |      |
| Nord  | Architetti | WILLIAM OF SENS        | William of Sens        | William di Sens                  |      |
| Nord  | Architetti | WILLIAM THE ENGLISHMAN | William the Englishman | William l'Inglese                |      |
| Nord  | Architetti | ABBE SUGER             | Abbe Suger             | Sugerio di Saint-Denis           |      |
| Nord  | Architetti | ANTHEMIUS              | Anthemius              | Antemio di Tralle                |      |
| Nord  | Architetti | HERMODORUS             | Hermodoraus            | nessun articolo                  |      |
| Nord  | Architetti | APOLLODORUS            | Appollodonus           | Apollodoro di Damasco            |      |
| Nord  | Architetti | CALLIMACHUS            | Callimchus             | Callimaco (scultore)             |      |
| Nord  | Architetti | LIBON                  | Libon                  | Libone                           |      |
| Nord  | Architetti | CALLICRATES            | Callicrates            | Callicrate                       |      |
| Nord  | Architetti | ICTINUS                | Ictinus                | Ictino                           |      |
| Nord  | Architetti | MNESIKLES              | Mnesicles              | Mnesicle                         |      |
| Nord  | Architetti | CHERSIPHRON            | Chersiphron            | Chersifrone                      |      |
| Nord  | Architetti | RHOECUS                | Rhoscus                | Reco                             |      |
| Nord  | Architetti | METAGENES              | Metagenes              | Metagene                         |      |
| Nord  | Architetti | THEODORUS              | Theodorus              | Teodoro di Samo                  |      |
| Nord  | Architetti | HIRAM                  | Hiram                  | Hiram Abiff                      |      |
| Nord  | Architetti | BEZALEEL               | Bezaleel               | Bezalel                          |      |
| Nord  | Architetti | SENNACHERIB            | Sennacherib            | Sennacherib                      |      |
| Nord  | Architetti | NITOCRIS               | Nitocris               | Nitocris                         |      |
| Nord  | Architetti | CHEOPE                 | Cheops                 | Cheope                           |      |
| Ovest | Scultori   | EGIZIO                 | Egizio                 | nessuno                          |      |
| Ovest | Scultori   | ASSYRIAN               | Assiro                 | nessuno                          |      |
| Ovest | Scultori   | RHOECUS                | R. Loecus              | Reco                             |      |
| Ovest | Scultori   | DIBUTADES              | Dibutades              | Butade                           |      |
| Ovest | Scultori   | BUPALUS                | Bupalus                | Bupalo                           |      |
| Ovest | Scultori   | PHIDIAS                | Fidia                  | Fidia                            |      |
| Ovest | Scultori   | SCOPAS                 | Scopas                 | Scopas                           |      |
| Ovest | Scultori   | BRYAXIS                | Bryaxis                | Briasside                        |      |
| Ovest | Scultori   | LEOCHARES              | Leochanes              | Leocare                          |      |
| Ovest | Scultori   | PRAXITELES             | Praxiteles             | Prassitele                       |      |
| Ovest | Scultori   | LYSIPPUS               | Lysippus               | Lisippo                          |      |
| Ovest | Scultori   | CHARES                 | Chanes                 | Carete di Lindo                  |      |
| Ovest | Scultori   | GIULIANO DI RAVENNA    | Giuliano de Ravenna    | nessun articolo                  |      |
| Ovest | Scultori   | NICCOLA PISANO         | Niccola Pisano         | Nicola Pisano                    |      |
| Ovest | Scultori   | GHIBERTI               | Ghiberti               | Lorenzo Ghiberti                 |      |
| Ovest | Scultori   | TORELL                 | W. Tonel               | William Torell                   |      |
| Ovest | Scultori   | LUCA DELLA ROBBIA      | Luca Deklla Robbia     | Luca della Robbia                |      |
| Ovest | Scultori   | WILLIAM OF IRELAND     | William of Ireland     | William d'Irlanda                |      |
| Ovest | Scultori   | VERROCCHIO             | Verrocchio             | Andrea del Verrocchio            |      |
| Ovest | Scultori   | DONATELLO              | Donatello              | Donatello                        |      |
| Ovest | Scultori   | MICHAEL ANGELO         | Michael Angelo         | Michelangelo                     |      |
| Ovest | Scultori   | TORRIGIANO             | Torrigiano             | Pietro Torrigiano                |      |
| Ovest | Scultori   | GIAN DI BOLOGNA        | Gian Di Balogna        | Giambologna                      |      |
| Ovest | Scultori   | BANDINELLI             | Bandinelli             | Bartolommeo Bandinelli           |      |
| Ovest | Scultori   | VISCHER                | Vischer                | Peter Vischer il Vecchio         |      |
| Ovest | Scultori   | CELLINI                | Cellini                | Benvenuto Cellini                |      |
| Ovest | Scultori   | BACCIO D'AGNOLO        | Baccio D'agnelo        | Baccio D'Agnolo                  |      |
| Ovest | Scultori   | GOUJON                 | Gaujon                 | Jean Goujon                      |      |
| Ovest | Scultori   | PALISSY                | Palisay                | Bernard Palissy                  |      |
| Ovest | Scultori   | BONTEMPS               | Bontemps               | Pierre Bontemps                  |      |
| Ovest | Scultori   | PILON                  | Pilon                  | Germain Pilon                    |      |
| Ovest | Scultori   | CANO                   | Cano                   | Alonzo Cano                      |      |
| Ovest | Scultori   | STONE                  | Stone                  | Nicholas Stone                   |      |
| Ovest | Scultori   | BERNINI                | Bernini                | Gian Lorenzo Bernini             |      |
| Ovest | Scultori   | CIBBER                 | Cibber                 | Caius Gabriel Cibber             |      |
| Ovest | Scultori   | PUGET                  | Puget                  | Pierre Paul Puget                |      |
| Ovest | Scultori   | GIBBONS                | Gibbons                | Grinling Gibbons                 |      |
| Ovest | Scultori   | BIRD                   | F. Bird                | Francis Bird                     |      |
| Ovest | Scultori   | BUSHNELL               | Bushnell               | John Bushnell                    |      |
| Ovest | Scultori   | ROUBILIAC              | Roubiliac              | Louis-François Roubiliac         |      |
| Ovest | Scultori   | CANOVA                 | Canova                 | Antonio Canova                   |      |
| Ovest | Scultori   | FLAXMAN                | Flaxman                | John Flaxman                     |      |
| Ovest | Scultori   | DAVID (ANGERS)         | David D'Angers         | Pierre Jean David                |      |
| Ovest | Scultori   | THORWALDSEN            | Thorvaldsen            | Bertel Thorvaldsen               |      |

## Selezione, disposizione e omissioni

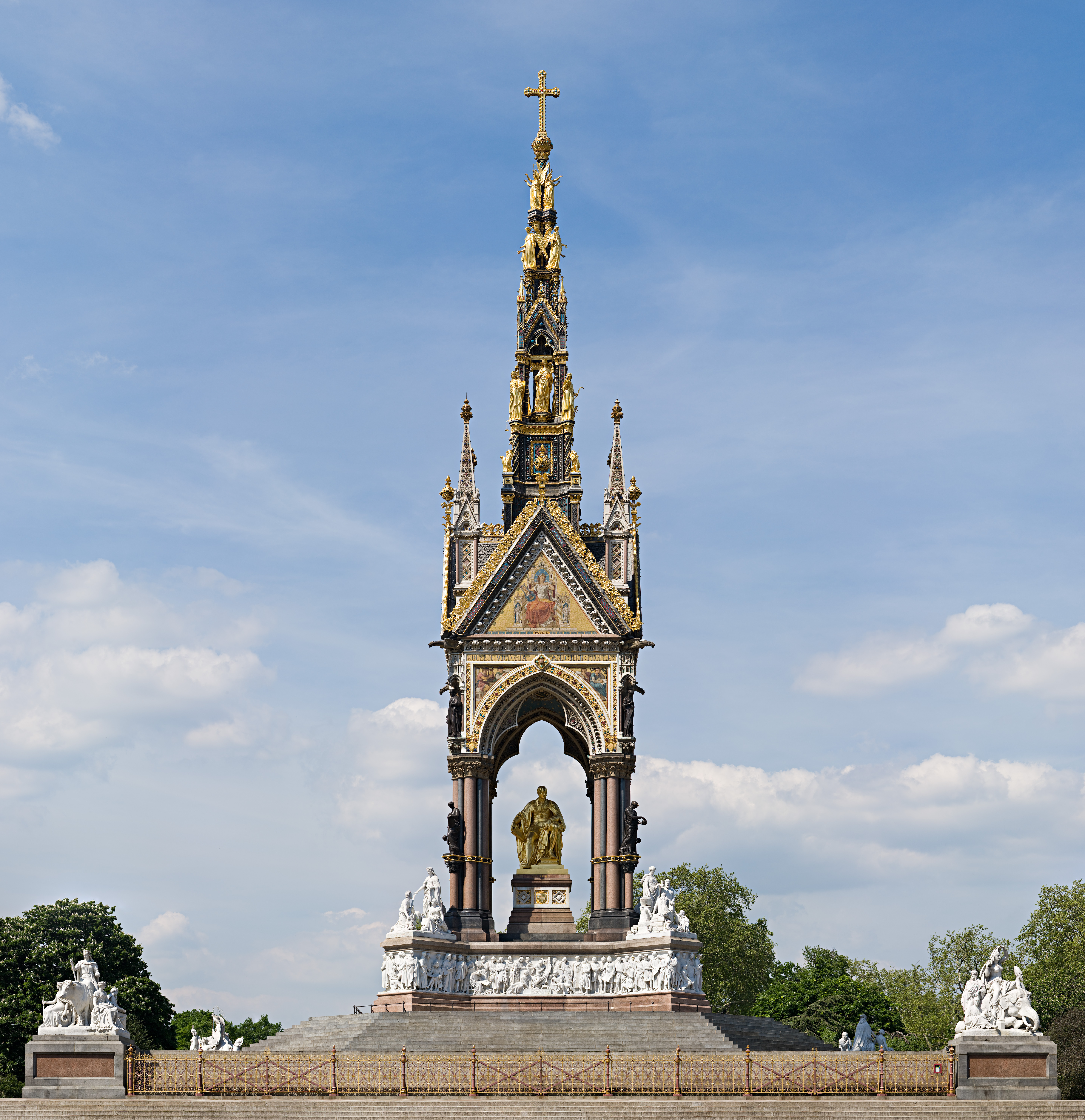
Il fregio nel suo contesto; l'Albert Memorial visto dal lato sud

La selezione delle figure riflette il pensiero contemporaneo, anche se perfino per il gusto degli anni 1860 sembra strano omettere Schubert, allora considerato piuttosto insignificante, pur includendo Daniel Auber e Grétry.
Tra i pittori, predomina una tradizione classica al punto non c'è alcun accenno al manierismo nel XVI secolo e si omette Giulio Romano, né vi è alcun riferimento al gusto rococò, dove un elenco moderno includerebbe Antoine Watteau e François Boucher. I pittori rappresentati nel fregio riflettono, in qualche misura, il gusto proprio di Alberto per i "Primitivi" della fine del Medioevo, sebbene sia assente Duccio di Buoninsegna. Botticelli e Vermeer dovevano ancora essere riscoperti, ed El Greco, Caravaggio e Goya, che figurerebbero tutti in un canone moderno, erano per la maggior parte considerati con sospetto.
Nessun poeta inglese era incluso dopo John Milton. Tra gli architetti, la figura di Nitocrite, la sola che rappresenta una donna sul fregio, potrebbe essere stata selezionata perché una volta si pensava che ella fosse il faraone responsabile per la piramide ora attribuita a Menkaura.
Altre figure commemorate altrove sull'Albert Memorial, sui mosaici della volta, ma non sul fregio, sono Apelle (pittore), re Salomone (architettura) e re Davide (poesia). Il lato sud preferito del memoriale, essendo la direzione nella quale si affaccia la statua di Alberto, è popolato da poeti e musicisti, con i poeti al centro in accordo con il concetto vittoriano della poesia come la più elevata di tutte le arti.
Anche la disposizione degli altri gruppi riflette questo pensiero vittoriano, con le belle arti degli scultori e dei pittori sui lati est e ovest, unendo un lato spirituale a sud (i poeti e i musicisti) e un lato materiale a nord (gli architetti). Almeno tre dei lati hanno anche una figura centrale, preminente, seduta su un trono, con Omero per i poeti, Raffaello per i pittori e Michelangelo per gli scultori.
Scott originariamente intendeva che l'ultimo degli architetti raffigurati a grandezza naturale fosse lui stesso; tuttavia, dopo che erano stati scelti tutti gli altri personaggi, si rese conto che aveva dimenticato Pugin, il grande genio della rinascita gotica vittoriana. Così Scott sostituì la sua statua con quella di Pugin, e poi pose sé stesso come una testa in rilievo, che dominava la spalla di Pugin.

## Autenticità e dettagli
I punti autentici di dettaglio e di accuratezza storica includono Fidia dipinto come calvo, la phorminx (lira) tenuta dal bardo Omero, il cane di William Hogarth, la mano di Paolo Veronese che poggia su un levriero, il braccio destro di Daniel Auber in una benda, i modelli di edifici tenuti da William di Wykeham e Jean de Chelles, il modello della Colonna di Traiano tenuto da Apollodoro di Damasco, l'oggetto tenuto da Hiram, le sculture tenute da Dibutade e Fidia, Ghiberti chinato su un pannello, le sculture tenute da Donatello e Michelangelo, e la statua ammirato dal gruppo alla destra di Cellini.
I dettagli autentici dei periodi storici si vedono anche in gran parte dell'abbigliamento, nei dettagli dei peli del viso, nei mobili e negli accessori, inclusi i rotoli, i libri, le spade e le tavolozze. Le figure sono in posa, o in isolamento o in gruppi, con alcune rivolte l'una all'altra in pose di ammirazione o profondamente impegnate nella conversazione.